# یواس‌اس ریزو (اس‌پی-۵۰۸)
یواس‌اس ریزو (اس‌پی-۵۰۸) (به انگلیسی: USS Raazoo (SP-508)) یک کشتی بود که طول آن ۶۲ فوت (۱۹ متر) بود. این کشتی در سال ۱۹۱۶ ساخته شد.